# ملعب فرانسفيل
ملعب فرانسفيل هو ملعب كرة قدم، قيد الإنشاء في مدينة فرانسفيل في جمهورية الغابون. ومن المتوقع أن يكون جاهزا للاستخدام في أغسطس 2011 وسيستضيف مباريات خلال نهائيات كأس الأمم الأفريقية لكرة القدم 2012.